# Holandska perunika
Hólandska perúnika (latinsko Iris × hollandica) je ime za različne hibridne kultivarje perunike vrste Iris xiphium (španska perunika). Sem spadajo vse perunike, ki jim vrtnarji pravijo tudi španske, angleške, holandske perunike. Primerne so za okrasitev vrtov, zelo priljubljene so tudi kot rezano cvetje. Gojenje perunik je enostavno, potrebujejo le sončno rastišče in dobro odcedna, rahlo bazična ali malo kisla tla.